# 革命社会党 (哥伦比亚)

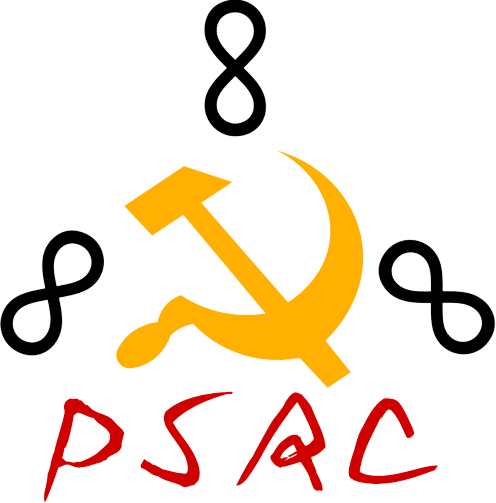
革命社会党标志

革命社会党（西班牙語：Partido Socialista Revolucionario，缩写为PSR）是哥伦比亚最早建立的稳定的马克思主义政党之一。它是哥伦比亚共产党的前身。

## 历史
1926年12月，该党在第三次工人代表大会召开期间成立，其起源可以追溯到全国工人联合会以及农民、佃户和土著团体。其领导层主要由农民组成，也包括知识分子、工人和小地主。
1927年，党在卡尔达斯省拉多拉达举行第一次全国代表大会。由于警察在会议前逮捕整个领导层，代表大会最终在该市的监狱内召开。
党内成员包括玛丽亚·卡诺、托马斯·乌里韦·马尔克斯、费利佩·耶拉斯、伊格纳西奥·托雷斯·希拉尔多、吉尔贝托·维埃拉·怀特和何塞·贡萨洛·桑切斯。
1928年马格达莱纳省西耶纳加香蕉工人罢工的失败使得该党陷入深重的危机，导致其实际上分裂。
1930年7月17日，党的中央委员会扩大全会正式决定改组为哥伦比亚共产党，并加入共产国际。这开启了一场“布尔什维克化”的运动，玛丽亚·卡诺和托马斯·乌里韦·马尔克斯成为该党的领袖。